# Oda Berg
Oda Sophia Ulrika Wilhelmina Berg, född den 1 juli 1853 på Prästgården i Östra Broby församling, Skåne, död 23 december 1931 i Kalmar, var en svensk hemslöjdspionjär.
Berg var dotter till hovpredikanten Christopher Angeldorff och Sofia Wahlbom. Hon gifte sig 1873 med läroverksadjunkten i Kalmar Fabian Berg (1831–1897). Hon var halvsyster till Wilhelm Angeldorff och mor till Bengt Berg och gammelfarmor till Natasha Illum Berg.
Hon var verksam som heminredningskonsulent i Kalmar och slöjdombud för Södra Kalmar läns kungliga hushållningssällskap 1899–1920. Styrelseledamot i Hemslöjdsföreningarnas riksförbund 1913–1919. Berg erhöll kungliga medaljen Illis Quorum 1913 och Hushållningssällskapets guldmedalj 1920.